# Gundersdorf
Gundersdorf est une ancienne commune autrichienne du district de Deutschlandsberg en Styrie.